# Спас (Львівський район)
Спас — село в Україні, у Кам'янка-Бузькій міській громаді, Львівського району Львівської області. До 2020 року села Деревляни, Спас, Стрептів та Ямне підпорядковувалися Стрептівській сільській раді, нині орган місцевого самоврядування — Кам'янка-Бузька міська громада. Населення становить 207 осіб.

## Географія
Спас розташоване на березі річки Західний Буг, за 50 км від обласного центру, 50 км від районного центру та 16 км від адміністративного центру міської громади. За 15 км знаходиться найближча залізнична станція Кам'янка-Бузька.
Вулиці
У селі Спас налічується 6 вулиць.
- Деревлянська
- Дяківського Семена
- Зелена
- Незалежності
- Польова
- Садова

## Населення
Станом на 1 січня 1939 року у селі мешкало 840 осіб, з них: 590 українців, 20 поляків, 220 латинників та 10 юдеїв. За даними всеукраїнського перепису населення 2001 року — 275 осіб, у 2021 році — 207 осіб.
Мова
Розподіл населення за рідною мовою за даними перепису 2001 року був наступним:
| українська | 274 | 99,64 |
| російська  | 1   | 0,36  |

## Назва села
Назву Спаса виводять із легенди про те, як люди спасалися від монголо-татар, занурюючись у багно й дихаючи через очеретини.

## Історія
Перша письмова згадка про село Спас датується 1198 роком.

## Пам'ятки, визначні місця

### Церква Преображення Господнього
Давню дерев'яну церкву Преображення Господнього було зведено у 1857 році, у 1904 році відбулася її перебудова та наново посвячена у 1905 році. Під час війни, у 1914 році, село та церква-каплиця Преображення згоріли. Тоді для проведення богослужінь звели тимчасову дерев'яну каплицю. Церква Преображення Господнього була дочірньої до церкви Святої Параскеви у Деревлянах.
Теперішню церкву збудували у 1932 році за проєктом архітектора А. Смолюховський. За іншими даними план церкви був спроєктований місцевим дяком Семеном Івановичем Дяківським. 23 жовтня 1932 року церкву посвятив о. декан Михайло Цегельський. Семен Дяківський у 1935—1939 роках виготовив з ясеня та інкрустував мореним дубом оригінальний «плаский» іконостас, пізніше розписаний відомим українським художником Антіном Манастирським. На північний-захід від церкви розташована дерев'яна двоярусна дзвіниця, накрита наметовим дахом. Близько церкви розташований цвинтар. Протягом 1961—1989 років церква була закрита. Нині церква перебуває в користуванні місцевої релігійної громади УГКЦ.

### Меморіали, пам'ятники
У жовтні 2024 року в селі Спас відбулося освячення Алеї пам'яті загиблим воїнам, які були уродженцями та мешканцями цього села. На Алеї встановлено чотири інформаційних щити зі світлинами та іменами загиблих на російсько-українській війні військовослужбовцями — Богдана Носа, Романа Задорожного, Ігоря Захарка та Петра Білоуса.

## Відомі люди
- Задорожний Роман Андрійович (9 червня 1994 — 30 серпня 2021, поблизу с. Новозванівка, Попаснянський район, Луганська область) — український військовик, старший солдат Збройних сил України, учасник російсько-української війни[16].
- Захарко Ігор (11 березня 1985 — 8 лютого 2023) — український військовик, боєць 59 окремої мотопіхотної бригада імені Якова Гандзюка оперативного командування «Південь» Сухопутних військ Збройних сил України, учасник російсько-української війни[17].
- Нос Богдан (6 квітня 1971, с. Спас — 8 вересня 2023, Новоєгорівка, Сватівський район, Луганська область) — український військовик, сержант Збройних сил України, учасник російсько-української війни[18].